# Nitrocel·lulosa

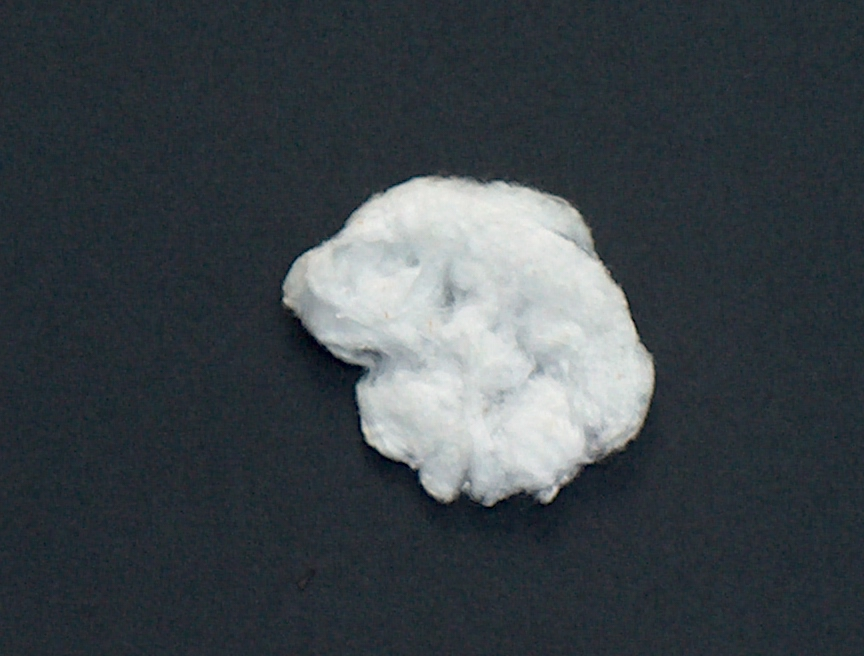
Nitrocel·lulosa pura, amb l'aparença de cotó.

El nitrat de cel·lulosa, nitrocel·lulosa o cotó pólvora és un compost explosiu sintetitzat per primera vegada l'any 1845 per Christian Friedrich Schönbein. És un sòlid semblant al cotó, o un líquid gelatinós lleugerament groc o incolor amb olor d'èter. S'empra en l'elaboració d'explosius, propulsors per a coets, cel·luloide (base transparent per a les emulsions de les pel·lícules fotogràfiques) i com matèria primera en l'elaboració de pintura, laca, vernissos, tinta i altres productes similars.
Reaccions químiques amb les quals l'àcid nítric converteix la cel·lulosa en nictrocel·luosa i aigua (l'àcid sulfúric hi actua com a catalitzador):
3HNO₃+ C₆H10O₅ → C₆H₇(NO₂)₃O₅ + 3H₂O